# Jiupu (köpinghuvudort i Kina, Jiangsu Sheng, lat 32,81, long 118,68)
Jiupu (kinesiska: 旧铺, 旧铺镇) är en köpinghuvudort i Kina. Den ligger i provinsen Jiangsu, i den östra delen av landet, omkring 84 kilometer norr om provinshuvudstaden Nanjing. Antalet invånare är 27 234. Befolkningen består av 13 761 kvinnor och 13 473 män. Barn under 15 år utgör 14,0 %, vuxna 15-64 år 73 %, och äldre över 65 år 12,0 %.
Runt Jiupu är det tätbefolkat, med 356 invånare per kvadratkilometer. Närmaste större samhälle är Banta, 17,3 km sydväst om Jiupu. Trakten runt Jiupu består till största delen av jordbruksmark.
Genomsnittlig årsnederbörd är 1 199 millimeter. Den regnigaste månaden är juli, med i genomsnitt 271 mm nederbörd, och den torraste är december, med 26 mm nederbörd.